# Lancy-Spülung
Eine Lancy-Spülung, auch Reduktionsspülung genannt, ist eine in der Galvanotechnik angewandte Entgiftungsspülung. Giftige Anhaftungen an Werkstücken, vor allem Cyanid oder Chromat(VI), werden dabei nicht einfach mit Wasser abgespült, sondern durch chemische Reaktionen zu weniger giftigen Stoffen umgesetzt.

## Funktionsweise
Nach einer Verchromung in einem Chrom(VI)-Elektrolyten, welcher fast ausschließlich bei einer Verchromung angewendet wird, erfolgt die Entgiftung in der als Standspülung bzw. Tauchspülung aufgebauten Lancy-Spülung mit Dithionit oder Bisulfit. Dabei wird auf das weniger giftige Chrom(III) reduziert. Die erfolgreiche Entgiftung ist dabei leicht kontrollierbar, da der eintretende Farbumschlag des giftigen Chrom(VI) in das weniger giftige grüne Chrom(III) gut sichtbar ist.
Nach der Beschichtung in einem Cyanid-haltigen Elektrolyten, beispielsweise Kupfer(I)-cyanid oder Zinkcyanid, kann in der Entgiftungsspülung mit Natriumhypochlorit oxidiert werden. Ob die vollständige Cyanid-Oxidation über die Zwischenstufe des Cyanats erfolgt ist, ist an einer entstehenden Gasentwicklung erkennbar (Kohlenstoffdioxid).

## Mögliche Nachteile
Bei der Oxidation von Cyaniden mit Chlorbleichlauge können problematische organische Halogene (AOX) als Nebenprodukt entstehen.

## Historisches
Der Name „Lancy-Spülung“ geht zurück den Erfinder Leslie Emery Lancy, der 1955 ein Patent auf ein Entgiftungsbehandlungssystem erhielt, das unter dem Namen „integrated process“ beschrieben wurde. Das entsprechende Unternehmen Lancy Laboratories Inc. in Zelienople in Pennsylvania erreichte danach auch ein Patent zur Unschädlichmachung giftiger Abwässer, z. B. 1964 ein Patent für die Beseitigung von Chromat aus Kühlwasser. Es erhielt weitere Patente für die Entgiftung von Galvanikabwässern und -produkten, z. B. zur Entgiftung von Lösungen mit Cyanid (1969) oder von mit Chromat belasteten Werkstücken(1970).
Die Lancy-Spülung wurde z. B. in den 1960ern in mehreren US-Galvanikbetrieben implementiert (1961–1962 in einer Anlage in Columbia (South Carolina), 1964–1965 in Fayetteville (Arkansas) und 1964–1966 in Kalamazoo) und wurde danach international verbreitet.